# Koningin Emmabrug

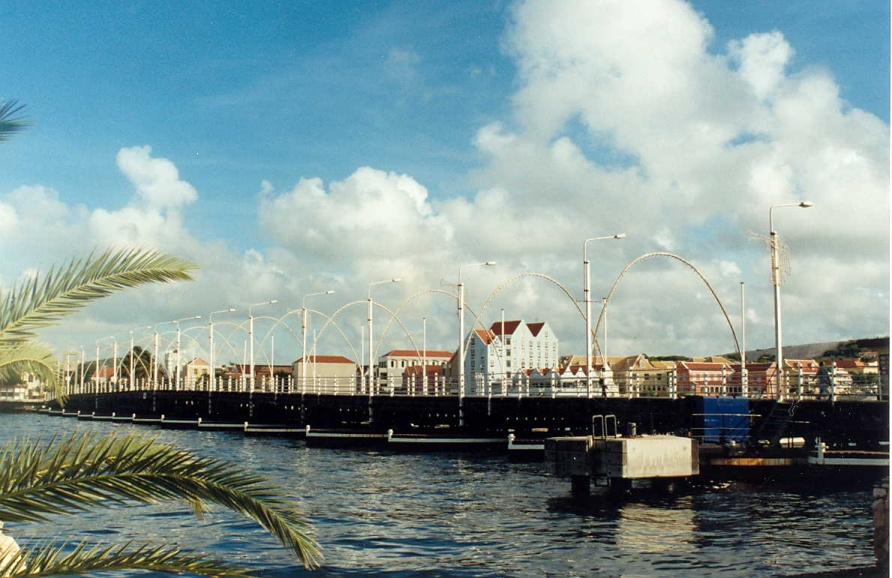
Koningin Emmabrug

Koningin Emmabrug, eller Drottning Emmabron på svenska, är en flytande pontonbro i centrala Willemstad i Nederländska Antillerna. Bron är 168 meter lång och är den enda flytande träbron i världen.
Drottning Emmabron flyter på St Annabukten och förbinder stadsdelarna Punda och Otrabanda.
Bron byggdes år 1888 och totalrenoverades 1939. I början var bron en vägtullsbro, men människor utan skor var tillåtna att promenera gratis längs kanten av bron.
Sedan 1974 är bilar förbjudna att använda bron. Dessa hänvisas istället till Koningin Julianabrug.
Ungefär 15 000 fotgängare använder bron dagligen. De senaste åren var bron i väldigt dåligt skick. Asfalten hade separerats och metallen i bron var mycket rostig. I mitten av maj 2005 och fram till maj 2006 bekostade Europeiska unionen en reparation av bron.
För att större båtar skall kunna färdas i St Annabukten är bron öppningsbar. Detta sker genom att två dieselmotorer svänger bron så att den hamnar parallellt med strandkanten. Vid broöppning används en färja som är gratis för att transportera människor över St Annabukten.